# Moncton Wildcats
Moncton Wildcats – juniorska drużyna hokejowa grająca w QMJHL w konferencji wschodniej. Drużyna ma swoją siedzibę w Moncton w Kanadzie.
- Rok założenia: 1995–1996
- Barwy: czerwono-biało-niebiesko-żółte
- Trener: Darren Rumble
- Manager:-
- Hala: Moncton Coliseum

## Osiągnięcia
- Coupe du Président: 2006, 2010
- Trophée Jean Rougeau: 2006
- Finał QMJHL o Coupe du Président: 2004
- Trophée Luc Robitaille: 2015